# NieBoNie
NieBoNie – polski zespół rockowy założony w 1999 roku przez muzyka i kompozytora Włodzimierza Hechłacza.

## Powstanie zespołu
Pomysł na zespół zrodził się w głowie Włodka Hechłacza siedem lat przed jego faktycznym utworzeniem. Pierwsze nazwy grupy to m.in. Wab Milion Bab czy Krępa Mina Glępa. Grupa na co dzień pracuje w Zduńskiej Woli.

## Debiut koncertowy i płytowy
Zespół pod nazwą NieBoNie rozpoczął próby wiosną 1999 roku. Rok później muzycy zagrali swój pierwszy koncert.
W październiku 2001 r. grupa NieBoNie trafiła do wytwórni Universal Music Polska i podpisała kontrakt na wydanie debiutanckiej płyty zatytułowanej po prostu „NIEBONIE”.
W styczniu 2002 r. w Izabelin Studio został nagrany materiał, na który złożyło się trzynaście kompozycji spiętych dwoma bliźniaczymi muzycznie utworami – „Tyle Radości w Nas”, rozpoczynający płytę i „Tyle Podłości w Nas”, stanowiący zaprzeczenie happy endu. Na liście utworów znaleźć można zarówno wpadające w ucho rock’n’rollowe piosenki: „Umierało Lato” czy „Luz a’la Lata Sześćdziesiąte”, jak również kompozycje o problematyce społecznej: „Panie Prezydencie, Panie Kardynale” – o bezsensie służby wojskowej, „Papierosy, Wóda, Sex” – historia dobrze zapowiadającego się młodzieńca, którego niszczy nałóg alkoholowy, „Sfjetłana” – o miłości podszytej litością, wynikłą z różnic kulturowych, czy „Droga” – historia przydrożnej prostytutki.

## Dalsza twórczość i rozpad grupy
Po premierze płyty grupa NieBoNie koncertowała w dużych miastach w Polsce, jak również w mniejszych miejscowościach i kameralnych klubach.
Prace nad drugim studyjnym krążkiem pt. „Niebezpieczny zespół”, muzycy rozpoczęli w Poniedziałek Wielkanocny 2004 roku w łódzkim Track Studio. W tym czasie utwory z debiutanckiej płyty, trafiły na ścieżkę dźwiękową polskiej komedii kryminalnej Lawstorant w reżyserii Mikołaja Haremskiego.
Rok 2005 przyniósł znaczące zmiany w składzie zespołu – odeszli Przemysław Rybak – instrumenty klawiszowe, Robert Sitarek – gitara oraz Marcin Płatek – perkusja. Grupa zawiesiła wówczas działalność.
1. września 2023 r. w wieku 59 lat zmarł Włodzimierz Hechłacz, założyciel grupy.

## Reaktywacja
Po dwóch latach zespół powrócił. Na perkusji zagrał Leszek Hadryś, a na gitarze rytmicznej Włodzimierz Hechłacz, dotychczas tylko wokalista zespołu. Poza tym grę w zespole kontynuowali Romek „Ramon” Kolebacz – gitara basowa oraz Darek Wawrzyniak – gitara.
Drugi album „Niebezpieczny zespół” został wydany w marcu 2007 roku. Znalazło się na nim, podobnie jak na pierwszej płycie, trzynaście kompozycji. Single promujące krążek to „Wab milion bab” oraz „Daję Ci Miłość”. Zespół podczas promocji albumu odwiedził kilkadziesiąt miast w całej Polsce.
Obecnie zespół przygotowuje się do nagrania kolejnej płyty.

Zespół był wiele razy na zakręcie, ale jestem pewien, że nastąpił moment żebyśmy mogli działać dalej. Jesteśmy na tyle zdeterminowani żeby w niedalekiej przyszłości zrobić coś wspaniałego i jestem wewnętrznie przekonany, że wciąż będziemy grać muzykę, którą naprawdę czujemy.

## Zmiana Wokalisty
Cztery lata po tym, jak zespół wydał trzeci studyjny album zatytułowany „ROCK’N’ROLL DA RADĘ” z osobistych pobudek, Włodek „WOODY” Hechłacz zdecydował o opuszczeniu zespołu. Wraz z tą decyzją poinformował, że chciałby aby zespół grał i tworzył nadal z nowym wokalistą. Zespół ogłosił casting na wokalistę za pomocą portalu społecznościowego Facebook. Po przesłuchaniach, do „NIEBONIE” dołączył Paweł „Kary” Karoń, współzałożyciel i wokalista nieistniejącego już, punk rockowego zespołu „SAMOGON”, były gitarzysta zespołu „Funkel Nówka”, były perkusista zespołu „MY”, wieloletni wokalista solowy, oraz były wokalista zespołu „OVO”, z którym wydał studyjny album zatytułowany „OVO III”. Jak pisze zespół na swoim Facebookowym profilu:

Od jakiegoś czasu trwają próby z nowym wokalistą – Pawłem „Kary” Karoniem. Wiemy, że trudno jest kontynuować pracę pod tym szyldem bez osoby, która była założycielem i twarzą (głosem) NIEBONIE, ale chcemy sobie dać szansę. Mamy nadzieję, że również Wy nam ją dacie.
Paweł od lat słuchał NIEBONIE i materiał nie jest mu obcy. Nie jest łatwo znaleźć wokalistę, który chciałby kontynuować pracę poprzednika, zamiast zacząć zupełnie nowy rozdział. My natomiast nie chcemy zamykać rozdziału, na który poświęciliśmy 15 lat życia. Nie chcemy pogrzebać pracy i materiału, w który została włożona.
Pawłowi nie brakuje entuzjazmu ani zapału do pracy. Mamy nadzieję, że przyjmiecie go serdecznie tak, jak i my zrobiliśmy.

## Dyskografia

### Albumy studyjne
- Niebonie (2002)
- NieBoNie (2007)[3]
- Niebezpieczny zespół (2009)
- Rock’n’roll da radę! (2012)

### Single
- Panie Prezydencie, Panie Kardynale (2002)
- Tyle Radości w Nas (2002)
- Wab Milion Bab (2009)
- Garnitury (2010)
- Miłość to magia (2010)

### Dema
- DemoDe (2000)
- Demo II (2005)
- Demo III: Rock’n’roll da radę! (2010)